# Hildson Bentes Lira

Hildson Bentes Lira, detto Barrote (11 dicembre 1953), è un ex calciatore brasiliano, di ruolo attaccante.

## Caratteristiche tecniche
Giocava come centravanti; era abile nel dribbling.

## Carriera

### Club
Debuttò nella massima serie brasiliana durante il campionato 1977: vestì la maglia del Fast Clube, formazione dello Stato di Amazonas, per otto volte. Nel 1978 passò al Nacional, sempre all'interno dello stesso Stato; trovò meno spazio, e giocò tre incontri. Nel 1979 riuscì a segnare la sua prima rete in prima divisione, vestendo i colori del Rio Negro. Nel 1980 lasciò il Brasile per la Bolivia: per il campionato 1980 fu messo sotto contratto dall'Aurora di Cochabamba. Nel 1981 si segnalò come uno dei marcatori più prolifici del campionato, classificandosi al quarto posto nella classifica dei realizzatori con 18 reti (a pari merito con Fernando Salinas). L'anno seguente arrivò invece in quinta posizione, grazie alle 17 reti messe a segno; fu quindi acquistato dall'Oriente Petrolero di Santa Cruz de la Sierra, formazione tra le meglio piazzate del campionato. Nel 1983 la squadra raggiunse difatti la finale del torneo, venendo sconfitta dal Bolívar di La Paz dopo tre partite. Barrote fu il secondo miglior marcatore della compagine, con 11 reti; venne superato da Arturo García, che segnò 15 volte. Nel 1984 fece ritorno all'Aurora: realizzò 14 gol, mentre nel 1985 ne mise a referto 5. La stagione 1985 fu l'ultima giocata da Barrote nella massima serie boliviana. È il miglior realizzatore della storia dell'Aurora.

## Palmarès

### Club

#### Competizioni nazionali
- Campionato Amazonense: 1

Nacional: 1978